# Executioners
Série
The Heroic Trio
Pour plus de détails, voir Fiche technique et Distribution.
Executioners (cantonais : 現代豪俠傳 , Xian dai hao xia zhuan), est un film d'action hongkongais sorti en 1993, suite de The Heroic Trio (même année). Les deux films ont le même réalisateur, Johnnie To (ici assisté de Ching Siu-tung) et le même trio de stars féminines : Michelle Yeoh, Anita Mui et Maggie Cheung, qui reprennent leurs rôles du premier film. Wu Xia Pian post-apocalyptique entrecoupé d'intermèdes chantés, le film est exclusivement destiné à un public chinois et n'a pas été distribué en salles en Europe[réf. souhaitée].

## Synopsis
Executioners réunit les principaux personnages de The Heroic Trio dans un futur apocalyptique, après une guerre nucléaire. Dans une ville isolée, où l'eau est devenue la ressource la plus rare, les trois héroïnes mènent maintenant des vies indépendantes. Tung (Anita Mui) est devenue mère d'une petite fille ; Ching, la femme invisible (Michelle Yeoh), est maintenant au service du bien avec le bossu masqué, Kau (horriblement brûlé dans le film précédent, mais toujours aussi fort) ; Chat (Maggie Cheung) est toujours chasseuse de primes. Des circonstances tragiques les contraindront à reformer leur association pour le salut de la ville.

## Fiche technique
- Titre : Executioners
- Titre original : 現代豪俠傳  (Xian dai hao xia zhuan)
- Réalisateurs : Johnnie To et Ching Siu-tung
- Producteurs : Ching Siu-tung, Johnny To et Yeung Kwok-fai
- Producteur exécutif : Zheng Jianping
- Scénariste : Susanne Chan
- Musique : Cacine Wong
- Photographie : Poon Hang-Sang
- Distribution : China Entertainment Films, Dimension Films (doublage américain, 1995)
- Date de sortie : 30 septembre 1993
- Durée : 97 minutes
- Langue : cantonais

## Distribution
- Michelle Yeoh : Ching / Invisible Girl
- Anita Mui : Tung / Wonder Woman
- Maggie Cheung : Chat / Thief Catcher (chasseur de primes)
- Damian Lau : Inspecteur Lau
- Anthony Wong : Mr. Kim & Kau
- Takeshi Kaneshiro : Chong Hon/Coda
- Lau Ching-wan : Ah Te
- Paul Chun : Colonel
- Kwan Shan : President

## Autour du film
- La chanson principale du film, A Woman's Heart, (parole de Chik Lam, musique de Law Tai-Yau) est reprise de The Heroic Trio. Elle est chantée par Anita Mui. Paroles (chinois et anglais)